# Лапароскопічна хірургія

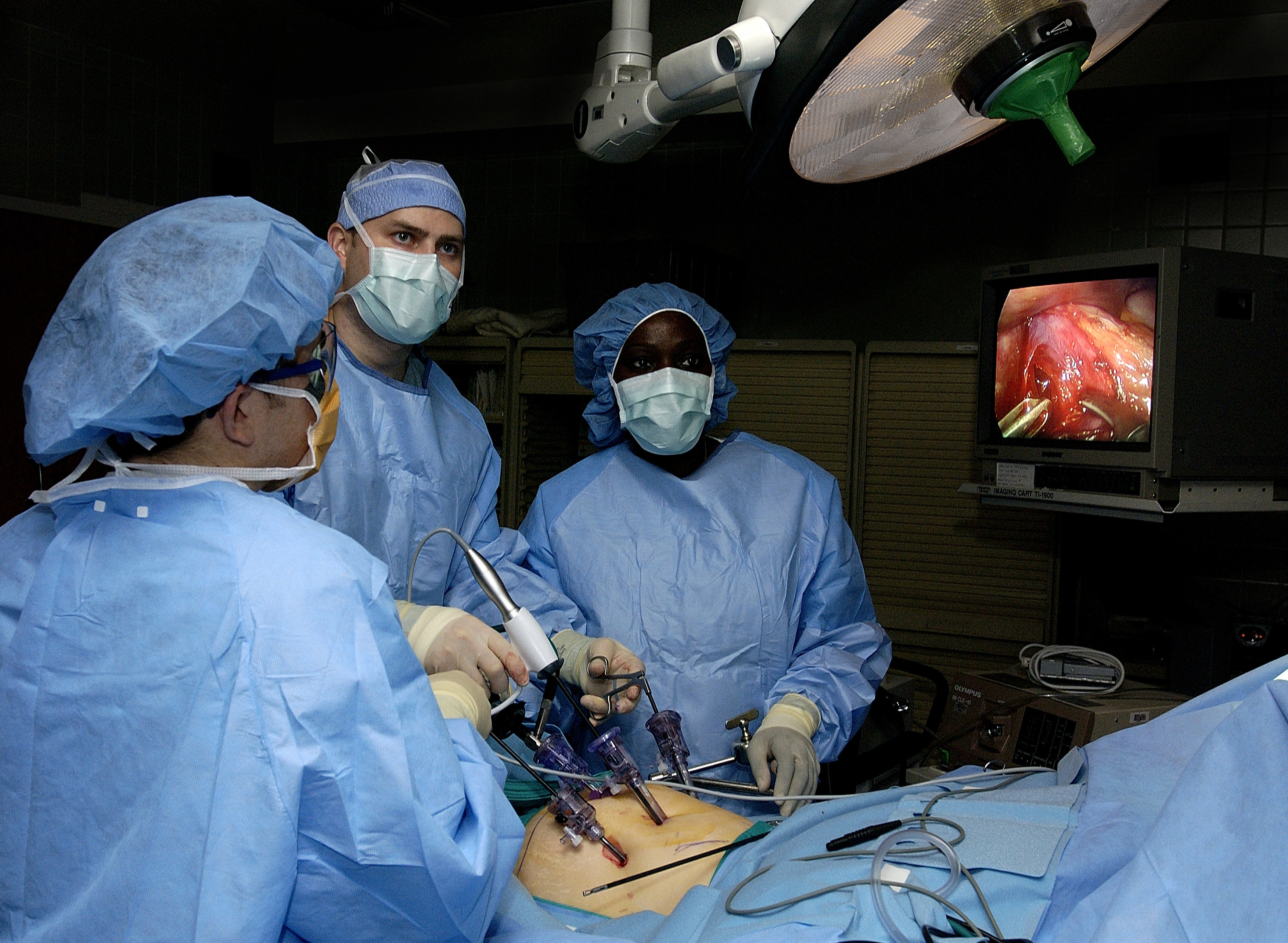
Лапароскопічна операція на шлунку

Лапароскопічна хірургія (ендоскопічна абдомінальна хірургія, рідше мініінвазивна хірургія чи малоінвазивна хірургія (МІХ), англ. minimally invasive surgery (MIS)) — сучасний метод травматичної ендоскопічної хірургії. Операції на внутрішніх органах проводять через невеликі неприродні (діаметр — 0,5-1,5 см) 1-4 отвори за допомогою лапароскопа та лапароскопічних інструментів.
Назва цього виду хірургії походить від методу лапароскопії (де черевну порожнину оглядали з мінімальним травмуванням передньої черевної стінки). З часом цей метод діагностики вирішили застосувати для проведення лапароскопічної операції («у животі») — коли хірург (оператор) спеціальними лапароскопічними інструментами через декілька отворів проводить операції спостерігаючи через, раніше оптичний, тепер електронно-оптичний, лапароскоп.
Мініінвазивна хірургія (МІХ) охоплює лапароскопічну та ендоскопічну хірургії.

## Показання
Показання до застосування лапароскопічної хірургії в акушерстві та гінекології такі:
- безпліддя;
- пухлини яєчників;
- ендометріоз;
- міома матки;
- синдром полікістозних яєчників;
- стерилізація;
- трубна вагітність;
- апоплексія яєчника;
- розрив кісти яєчника;
- перекручення придатків матки;
- кровотеча, яку спричинює аденоміоз;
- кровотеча, яку спричинює міома матки;
- гострі запальні захворювання придатків матки;
- деякі види опущення та випадіння органів малого таза.

## Протипоказання
Протипоказання до лапароскопічної хірургії такі:
- високий ступінь ожиріння;
- тяжкі інфекційні захворювання;
- порушення зсідання крові;
- багаторазові оперативні втручання в анамнезі;
- термінальні та коматозні стани;
- дихальна недостатність II-III ступенів;
- пізні терміни вагітності.